# Boarmia odontosticha
Boarmia odontosticha là một loài bướm đêm trong họ Geometridae.